# Strobilanthes curviflora
Strobilanthes curviflora är en akantusväxtart som beskrevs av Raymond Benoist. Strobilanthes curviflora ingår i släktet Strobilanthes och familjen akantusväxter. Inga underarter finns listade i Catalogue of Life.